# Sjur Miljeteig
Sjur Miljeteig (* 4. Januar 1974 in Oslo) ist ein norwegischer Jazzmusiker (Trompete, Komposition).

## Leben und Wirken
Miljeteig erhielt von 1990 bis zum Examen 1993 eine Musikausbildung an der Foss videregående skole in Oslo. Er arbeitete zunächst bei Bugge Wesseltoft. Daneben gehörte er zu dem Tentett Jaga Jazzist, mit dem er das Album Jævla Jazzist Grete Stitz (1996) und die EP Magazine (1998) einspielte. 1997 erschien ein gemeinsames Album mit Markus Midré. Dann bildete er das Duo Friko mit dem Schlagzeuger Peder Kjellsby, das zwei Live-Alben veröffentlichte, Burglar Ballads (2003) und Journey to Mandoola (2006). In der Band For Sure arbeitete er mit Aslak Hartberg zusammen; Solveig Slettahjell begleitete er sowohl mit dem Slow Motion Quintet auf ihrem Album Silver (2006) als auch auf ihrem kollaborativen Album Natt I Bethlehem (2008, mit Tord Gustavsen) und auf dem Album Tarpan Seasons (2009, mit dem Slow Motion Orchestra, zu dem Morten Qvenild, Andreas Ulvo, Even Helte Hermansen, Jo Berger Myhre und Per Oddvar Johansen gehörten).
Die Musik von Miles Davis interpretierte er in einer (bisher nicht auf Tonträger dokumentierten) Band mit Håvard Wiik, Ingebrigt Håker Flaten und Peder Kjellsby. Erst 2013 erschien unter Miljeteigs Namen sein Debütalbum It’s Funny How Things Happen at Particular Times,.
Miljeteig ist zudem auf Alben mit dem Crimetime Orchestra und dem Album In the Kingdom of Kitsch You Will Be a Monster von Shining zu hören. 2016 erhielt er den Heddaprisen für seine Theatermusik zu Solaris korrigert. Er komponierte auch für Film und Fernsehen.
Der Musiker ist mit der Schauspielerin Ane Dahl Torp verheiratet.

## Diskographische Hinweise
- It’s Funny How Things Happen at Particular Times (Trust Me 2013), mit Øystein Skar, Marte Eberson, Olav Torget und Per Oddvar Johansen[9]